# 丹羽良徳
丹羽 良徳 (にわ よしのり、1982年 - ) は、日本のアーティスト。ウィーン在住。

## 来歴・人物
愛知県小牧市生まれ。2005年、多摩美術大学造形表現学部映像演劇学科卒業。
資本主義や社会主義、歴史などをテーマにしたパフォーマンスアートに取り組む。

## デリヘルアート事件
京都市立芸術大学ギャラリー＠KCUAで開催された展覧会のワークショップ「88の提案の実現に向けて」では、「デリバリーヘルスのサービスを会場に呼ぶ」を実施しようとした。齊藤恵汰は、擁護するツイートをTwitter上で行い、炎上する。

## 個展
- 「MAMスクリーン005：丹羽良徳映像集」（森美術館、東京、2016）

## グループ展
- 「steirischerherbst'18」（グラーツ市内各地、2018）
- 瀬戸内国際芸術祭2016、「愛すべき世界」（丸亀市猪熊弦一郎現代美術館、2015）[3]
- 「歴史上歴史的に歴史的な共産主義の歴史」（Edel Assanti, 2015）
- 「あいちトリエンナーレ2013」（あいち芸術文化センター他, 2013）
- 「六本木クロッシング2013展ーアウト・オブ・ダウト」（森美術館,2013）
- 「ダブル・ビジョンー日本現代美術展」（モスクワ近代美術館、ハイファ美術館, 2012）[4]